# Mirzapur (stad)
Mirzapur is een stad en gemeente in  de Indiase staat Uttar Pradesh. Het is de hoofdstad van het gelijknamige district Mirzapur en gelegen aan de Ganges.
Samen met de aangrenzende stad Vindhyachal, een hindoeïstisch pelgrimsoord, is de agglomeratie Mirzapur-cum-Vindhyachal gevormd.

## Demografie
Volgens de Indiase volkstelling van 2001 wonen er 205.264 mensen in Mirzapur-cum-Vindhyachal, waarvan 54% mannelijk en 46% vrouwelijk is. De plaats heeft een alfabetiseringsgraad van 62%.